# John Bishop
John Joseph Bishop, född 30 november 1966 i Everton, Liverpool är en brittisk komiker, TV-programledare och före detta mittfältare.

## Utmärkelser
Bishop har bland annat vunnit British Comedy Awards Best Male Comedy Breakthrough Artist 2010.

## Rollista i urval
- 2010 – Route Irish
- 2010 – Skins (TV-serie)
- 2017 – Utan rädsla (TV-serie)
- 2018 – Funny Cow
- 2021–2022 – Doctor Who (TV-serie)

## Programledare i urval
- 2010–2011 - John Bishop's Britain
- 2013 - Royal Variety Performance
- 2015, 2022 - The John Bishop Show
- 2017 - The Nightly Show